# Polystichum auriculatum
Polystichum auriculatum là một loài dương xỉ trong họ Dryopteridaceae. Loài này được L. C. Presl mô tả khoa học đầu tiên năm 1836.